# La Vaulx-Richard
La Vaulx-Richard est un hameau  belge faisant partie de la commune et ville de Stavelot, dans la province de Liège en Région wallonne.
Avant la fusion des communes de 1977, La Vaulx-Richard faisait partie déjà de la commune de Stavelot.  

## Situation  et description
Ce hameau ardennais se situe à proximité et sur les hauteurs de la ville de Stavelot qui se trouve à l'ouest. Il étire ses habitations le long d'une petite route en corniche épousant le versant sud de l'Amblève et procurant de belles vues sur cette vallée encaissée. La Vaulx-Richard est prolongée par le hameau de Lodomez situé un peu plus bas dans la vallée.
Plusieurs anciennes fermes dont certaines sont encore en activité possèdent des colombages.

## Activités
On trouve des gîtes ruraux dans le hameau.